# Palica
Palica, u žargonu poznatija kao  pendrek, jedno je od sastavnih dijelova opreme u gotovo svim policijskim snagama svijeta, a služi kao blaže sredstvo prisile. Palica je u obliku štapa, napravljena od drveta ili gume, a dovoljno je mala da ju se može nositi u ruci. 

## Jednostavnost
Palica je, vjerojatno, najjednostavnije od svih oružja. Pravi se od jednog komada drveta, koje je dovoljno usko na jednom kraju da se može uhvatiti rukom. Bejzbolska palica, sjekira i kramp su alati i oruđa na principu palice. Policija, također, koristi posebne palice, kada je u sukobu s huliganima.
Razne vrste palica koriste se u borilačkim vještinama.
Tijekom srednjeg vijeka, palica je bila raširena kao oružje, koje se lako moglo izraditi, prikriti, unesti i koristiti. Diljem Europe bili su raširene grupe naoružane palicama zvane palijaši (boš. palija = palica). 
Na području Hercegovine i središnjeg dijela današnje Hrvatske (Palijaši, Horvati, Rakov Potok) nastanili su se palijaši koji su naziv svog djelovanja uzeli kao obiteljsko ime, prezime: Palijaš.